# Taladah
Taladah (tiếng Ả Rập: تلعادة cũng đánh vần Tell Adah) là một ngôi làng ở Syria, một phần hành chính của tỉnh Idlib. Các địa phương gần đó bao gồm Turmanin ở phía đông nam, al-Dana ở phía tây nam và Darat Izza ở phía đông bắc. Theo Cục Thống kê Trung ương Syria (CBS), Talaadah có dân số 5.599 vào năm 2004.
Taladah chứa một tu viện Byzantine -era lớn được tổ chức cho đến thời Trung cổ. Vào năm 400 CE, St. Simeon Stylites bắt đầu sự nghiệp khổ hạnh của mình ở đó. Taladah vẫn là một địa điểm Kitô giáo tương đối quan trọng sau cuộc chinh phục Hồi giáo ở Syria vào những năm 630. Một dòng chữ Syriac có niên đại 941 đã được phát hiện giữa đống đổ nát. Taladah đã bị quân Thập tự chinh bắt dưới thời Tancred năm 1104.